# Alpen-Süßklee
Der Alpen-Süßklee (Hedysarum hedysaroides) ist eine Pflanzenart aus der Gattung Süßklee (Hedysarum) innerhalb der Familie Hülsenfrüchtler (Fabaceae).

## Beschreibung

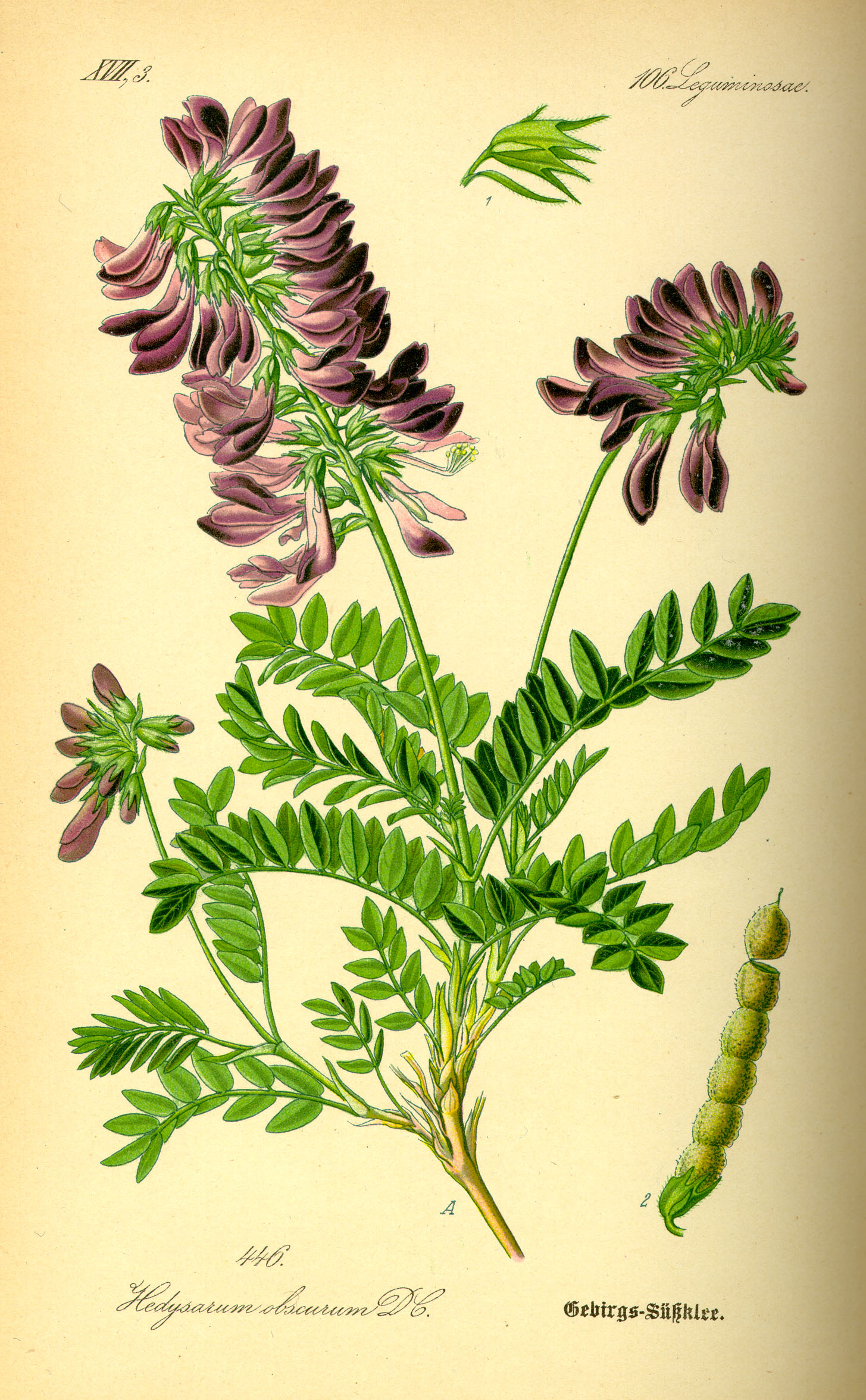
Illustration

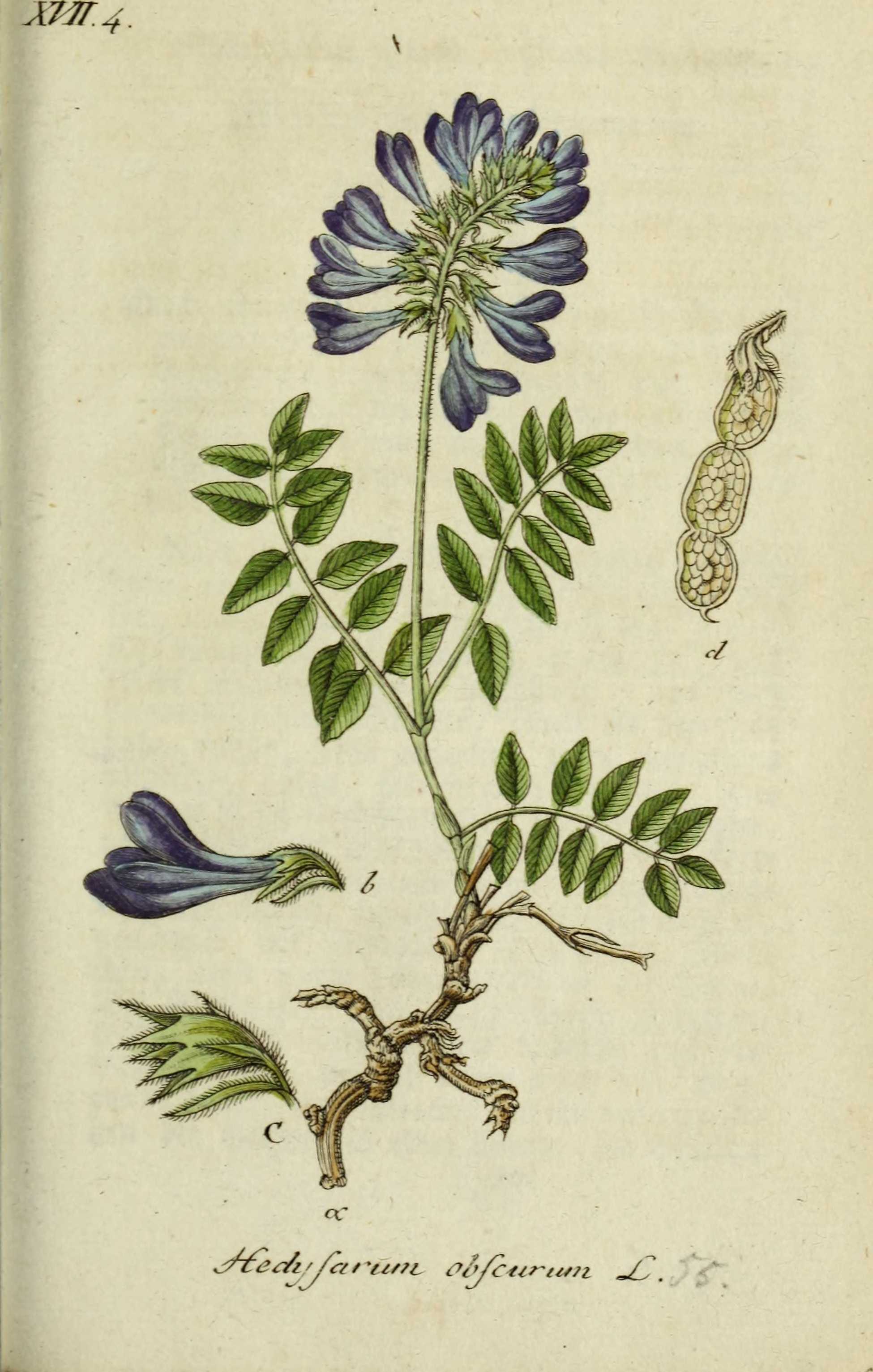
Illustration aus Deutschlands Flora in Abbildungen nach der Natur, 1806

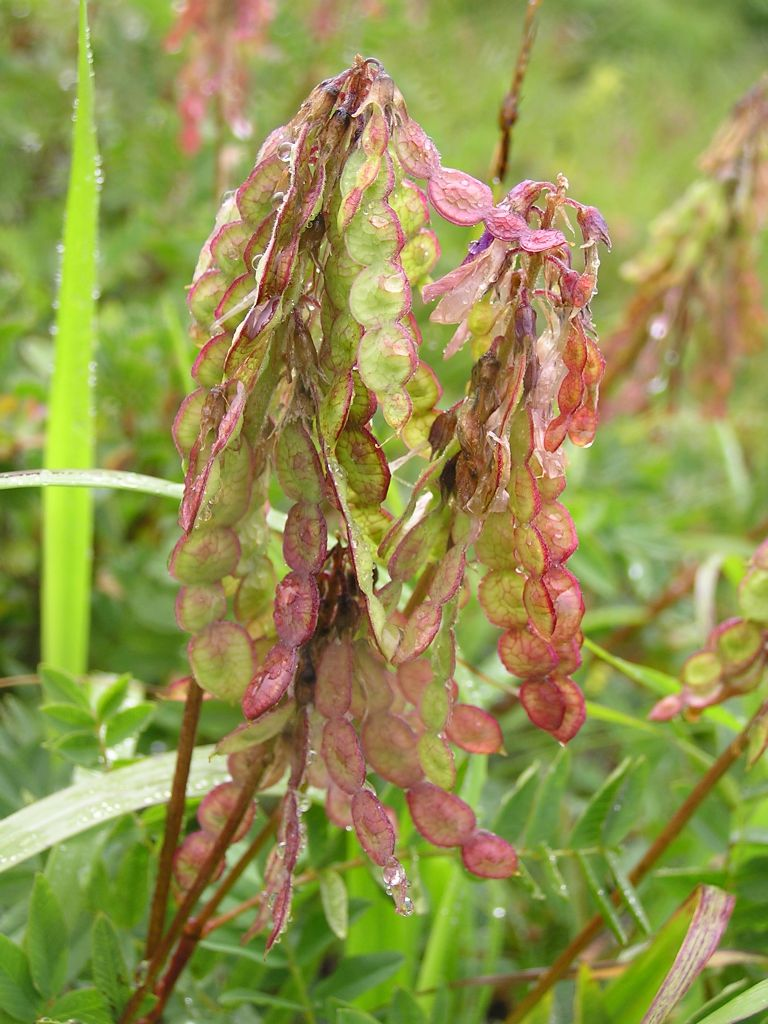
Unreife Gliederhülsen

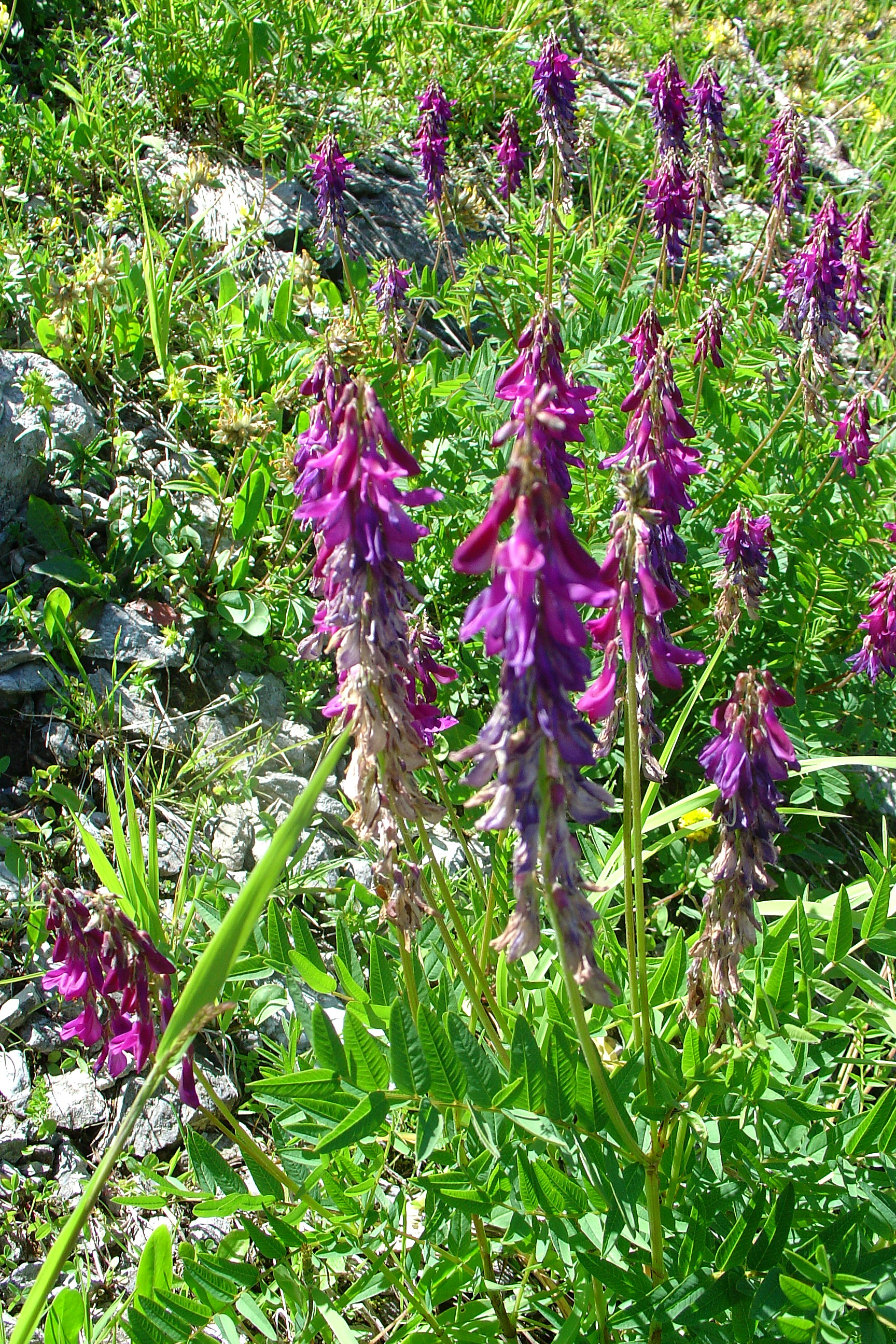
Habitus und Blütenstand

### Vegetative Merkmale
Der Alpen-Süßklee wächst als sommergrüne, ausdauernde krautige Pflanze und erreicht Wuchshöhen von 10 bis 40, selten bis zu 50 Zentimetern. Die Pfahlwurzel kann über 1 Meter lang sein. Vom „Wurzelstock“ gehen bis zu 60 Zentimeter lange Bodenausläufer aus. Die oberirdischen Pflanzenteile sind kahl bis flaumig behaart. Die aufrechten oder aufsteigenden Stängel sind kantig, unverzweigt und fast kahl.
Die fünf bis acht wechselständig und in zwei Zeilen am Stängel angeordneten Laubblätter sind in Blattstiel und -spreite gegliedert. Die unpaarig gefiederte Blattspreite enthält 9 bis 21 sitzenden Fiederblättchen. Die ungestielten Fiederblättchen sind bei einer Länge von 10 bis 25, selten bis zu 30 Millimetern sowie einer Breite von 5 bis 12, selten bis zu 15 Millimetern lanzettlich oder ei-lanzettlich mit stumpfem oberen Ende. Die Nebenblätter sind häutig, braun und bis über die Mitte verwachsen.

### Generative Merkmale
Die Blütezeit reicht von Juni bis August, meist aber, beispielsweise in der Schweiz, von Juli bis August. Meist 15 bis 35 (10 bis 50) nickende Blüten sind in einem mehr oder weniger einseitswendigen traubigen Blütenstand angeordnet. Die Tragblätter sind 6 bis 15 Millimeter lang. Der relativ kurze Blütenstiel ist 2 bis 3 Millimeter lang.
Die zwittrige Blüte ist bei einer Länge von etwa 2 Zentimetern zygomorph und fünfzählig mit doppelter Blütenhülle. Die fünf Kelchblätter sind glockig verwachsen. Die rotvioletten oder purpurfarbenen Kronblätter bilden eine 15 bis 20 Millimeter lange Krone mit der typischen Form der Schmetterlingsblüte. Die Fahne ist spatelförmig und etwas ausgerandet. Das Schiffchen ist länger als Flügel und Fahne. Es ist oben offen und im stumpfen Winkel nach oben gerichtet.
Die kurz gestielten Hülsenfrüchte sind 20 bis 35 Millimeter lang, 7 bis 9 Millimeter breit und hellbraun. Die flache Gliederhülsen sind in zwei bis fünf, selten bis zu sechs Segmente gegliedert und öffnen sich nicht, sondern zerfallen in scheibenförmige Glieder, die einen häutigen Rand aufweisen.

### Chromosomensatz
Die Chromosomenzahl beträgt x = 7; es liegt Diploidie mit einer Chromosomenzahl von 2n = 14 vor.

## Ökologie und Nutzung
Der Alpen-Süßklee besitzt Wurzelknöllchen mit stickstoffbindenden Bakterien. Als Speicherorgan wird ein Rhizompleiokorm gebildet. Es kann vegetative Vermehrung erfolgen.
Die Blüten sind homogam, also gleichzeitig sind männliche und weibliche Blütenorgane fruchtbar. Blütenökologisch handelt es sich um Schmetterlingsblumen vom Fabaceentyp mit Klappeinrichtung. Als Belohnung für die Bestäuber ist Nektar vorhanden. Die Bestäubung erfolgt durch Insekten. Bestäuber sind Hymenopteren. Die Befruchtung erfolgt xenogam: eine obligate Fremdbefruchtung, bei der die Gameten von verschiedenen Pflanzenexemplaren stammen.
Diasporen sind die aus der trockenen Bruchfrucht zerfallenden Teilfrüchte, die geschlossen bleiben. Die Ausbreitung der Teilfrüchte erfolgt durch den Wind (Anemochorie).
Hedysarum hedysaroides wird vom Rostpilz Uromyces hedysari-obscuri mit Spermogonien, Aecidien und Telien befallen.
Der Alpen-Süßklee ist eine der wertvollsten Alpenfutterpflanzen mit hohem Eiweiß- und Fettgehalt. Obwohl leicht bitter, wird er gerne vom Vieh gefressen, erträgt jedoch starke Beweidung schlecht; besser eignet er sich zur Heugewinnung (Mahd).
Die unterirdischen Pflanzenteile können roh und gegart gegessen werden.

## Vorkommen
Für Hedysarum hedysaroides gibt es Fundortangaben für Deutschland, Österreich, die Schweiz, Norditalien, Frankreich, Spanien, Polen, die ehemalige Tschechoslowakei, das ehemalige Jugoslawien, Rumänien, Ciskaukasien, Armenien, Georgien, Dagestan und die Türkei.
Das Verbreitungsgebiet des Alpen-Süßklees umfasst in Europa die Alpen und Pyrenäen bis zu den Karpaten, dazu die russische Arktis und den nördlichen und zentralen Ural. Er zeigt damit die typische Verbreitungsform glazialer Reliktarten mit arkto-alpiner Disjunktion. In den mitteleuropäischen Kalkalpen kommt er zerstreut vor; in Gebieten mit kalkarmem Gestein ist er in Mitteleuropa selten. In Österreich kommt er zerstreut bis häufig bis auf Wien und Burgenland vor. Auf der Balkanhalbinsel beschränkt sich das Vorkommen auf die östlichen Prokletije; hier gedeiht er in Höhenlagen von 2000 bis 2400 Metern.
Der Alpen-Süßklee gedeiht in Höhenlagen von 1000 bis etwa 3000 Metern, bevorzugt aber in Mitteleuropa Höhenlagen von 1800 bis 2500 Metern. In den Allgäuer Alpen steigt er am Rauheck-Gipfel in Bayern bis zu einer Höhenlage von 2383 Metern auf, im Unterengadin bis 2880 Meter.
Der Alpen-Süßklee besiedelt sonnige Magerrasen, Wildheulagen, Felsbänder, lückige Rasen sowie Matten und lockere Zwergstrauchbestände. Der Alpen-Süßklee gedeiht auf locker-steinigen Lehmböden in alpiner Lage; er bevorzugt kalkhaltige Böden, er geht aber auch auf kalkarmen Untergrund, wenn er nährstoffreich ist. Er ist eine Charakterart der Ordnung Seslerietalia, kommt aber auch im Elynetum aus dem Verband Elynion vor.
Die ökologischen Zeigerwerte nach Landolt et al. 2010 sind in der Schweiz: Feuchtezahl F = 3 (mäßig feucht), Lichtzahl L = 4 (hell), Reaktionszahl R = 4 (neutral bis basisch), Temperaturzahl T = 1+ (unter-alpin, supra-subalpin und ober-subalpin), Nährstoffzahl N = 3 (mäßig nährstoffarm bis mäßig nährstoffreich), Kontinentalitätszahl K = 3 (subozeanisch bis subkontinental).

## Systematik
Die Erstveröffentlichung unter dem Namen (Basionym) Astragalus hedysaroides erfolgte 1753 durch Carl von Linné in Species Plantarum, Tomus II, S. 756. Die Neukombination zu Hedysarum hedysaroides (L.) Schinz & Thell. wurde 1913 durch Hans Schinz und Albert Thellung in Vierteljahrsschrift der Naturforschenden Gesellschaft in Zürich, Band 57, S. 70 veröffentlicht. Das Artepitheton hedysaroides bedeutet „süßklee-ähnlich“. Ein Synonym für Hedysarum hedysaroides (L.) Schinz & Thell. ist Hedysarum sibiricum Poir.
Je nach Autor gibt es von der Art Hedysarum hedysaroides zwei oder drei Unterarten:
- Arktischer Alpen-Süßklee (Hedysarum hedysaroides subsp. arcticum (B.Fedtsch.) P.W.Ball, Syn.: Hedysarum arcticum B.Fedtsch., Hedysarum alpinum auct.): Diese Unterart, die aber auch von manchen Autoren als eigene Art angesehen wird, erreicht Wuchshöhen von 20 bis 30 Zentimetern; jedes Laubblatt hat vier bis sechs Paare von Fiederblättchen und die längsten Kelchzähne sind etwa 1,5 Millimeter lang. Sie kommt in Europa nur im arktischen Russland und im nördlichen und zentralen Ural vor.[5]
- Hoher Alpen-Süßklee (Hedysarum hedysaroides subsp. exaltatum (A.Kerner) Žertová, Syn.: Hedysarum exaltatum A.Kerner, Hedysarum obscurum subsp. elongatum Beck): Sein Wuchs ist mit 30 bis 40 Zentimetern höher als bei den anderen Formen; jedes Laubblatt hat sechs bis zehn Paare von Fiederblättchen; die längsten Kelchzähne sind 3 bis 4,5 Millimeter lang. Er kommt in den Südalpen von Italien und dem früheren Jugoslawien vor.[5][15]
- Gewöhnlicher Alpen-Süßklee (Hedysarum hedysaroides (L.) Schinz & Thell. subsp. hedysaroides, Syn.: Hedysarum obscurum L., Hedysarum silicii Lakusić,Hedysarum brigantiacum Bourn. & al., Hedysarum arcticum auct. non B.Fedtsch.): Diese Unterart ist mit einer Wuchshöhe von 10 bis 15 Zentimetern niedriger als die anderen Formen; jedes Laubblatt besitzt nur vier bis sechs Paare von Fiederblättchen; die längsten Kelchzähne sind 1,5 bis 3 Millimeter lang. Sie kommt fast im ganzen Gebiet der Art vor.[5][15][18]